# Сейфаддинова, Вусала
Вусала Сейфаддинова (азерб.  Vüsalə Seyfətdinova, 11 марта 2000) — азербайджанская футболистка, нападающая. Игрок сборной Азербайджана и чемпионата Турции.

## Биография
На родине выступала за клуб «Угур» (Сумгаит), с которым в сезоне 2018/19 стала чемпионкой и обладательницей Кубка Азербайджана.
Летом 2019 года перешла в российский клуб «Рязань-ВДВ». Дебютный матч в чемпионате России сыграла 3 августа 2019 года против ижевского «Торпедо», выйдя на замену в перерыве. Всего за половину сезона сыграла 3 матча в чемпионате России, во всех из них выходила на замены, а также стала со своим клубом финалисткой Кубка России.
В 2020 году перешла в турецкий клуб «АЛГ Спор», в его составе участвовала в играх еврокубков. Во второй половине 2021 года перешла в казанский «Рубин», где забила один гол за 10 матчей. После чего вернулась в чемпионат Турции, где выступала за турецкие клубы «Чайкур Резиспор», «Адана Идман Юрду» и «Амед С.Ф.К.».
Выступала за юношескую и молодёжную сборную Азербайджана. В национальной сборной дебютировала в официальных матчах в 2019 году в отборочном турнире чемпионата Европы-2021.
2 сентября 2024 года она перешла в "Нефтчи", который выступает в чемпионате Азербайджана по женскому футболу.